# Баргузин (притока Байкалу)
Баргузи́н — річка в Бурятії. Довжина 480 км, площа басейну 21 100 км². Бере початок на стику схилів Ікатського та Південно-Муйського хребтів, протікає спочатку по Амутській, а потім по Баргузинській котловині, нижче села Баргузин проривається через відріг Баргузинського хребта, утворюючи пороги, впадає у Баргузинську затоку озера Байкал, за 1,5 км від селища Усть-Баргузин.
Середні витрати біля села Баргузин 125 м³/с. Судноплавна на 204 км від гирла до пристані Могойто. Живлення переважно дощове, з літньою повінню. Замерзає в кінці жовтня, скресає в кінці квітня. Використовується для зрошення.
Головні притоки: Гарга, Аргада, Іна — зліва; Улюн — справа. В басейні річки Баргузинський заповідник; близько 5 тисяч озер загальною площею 155 км².